# Dinis Fernandes
Dinis Fernandes escudeiro de D. Afonso V, esteve ao serviço do Infante D. Henrique em 1445 onde chegou ao rio Senegal e até ao Cabo Verde. 
Acerca desta incursão em terras dos Jalofos, diz  António Galvão: 
No ano de 1446 um escudeiro del Rey dõ Afonso, que se chamava Diniz fernandes da cidade de Lixboa, foi a este descobrimento, mais por honra que proveito; chegou ao rio à Sanaga , que está em quinze, ou dezasseis graus d'altura da parte do norte, & extrema os mouros dos Ialophos, onde tomou alguns negros: não contente disto, diz que passou avante, e descobriu o Cabo verde, que está em catorze da mesma parte, & posto sua Cruz de pau nele, tornou contente.